# Prapat
Prapat of Perapat (de plaatselijke, Batakse vorm is Parapat) is een dorp en gelijknamig schiereiland in een baai van het Tobameer, op het Indonesische eiland Sumatra. Het dorp ligt in Parapat een bestuursgebied op het 4de niveau in het onderdistrict Girsang Sipangan Bolon, regentschap Simalungun. Prapat is tevens een Toba-Batakgebied, en herbergt een Bataks cultureel centrum. Jaarlijks wordt er het "Toba-festival" gehouden, dat een week duurt, met Batakse cultuuruitingen en kanowedstrijden.
Parapat telt in 2010 6.871 inwoners (volkstelling 2010) en omvat meerdere plaatsen, waaronder Prapat.

## Toerisme
Prapat is een geliefd toeristenoord voor Indonesiërs, vooral uit de drukke, hete stad Medan ten noorden van het meer. Ook veel vakantiegangers vanuit vooral Singapore en Maleisië bezoeken de plaats. Voor westerse toeristen, waaronder Nederlanders, is het Tobameer een van de belangrijkste attracties bij een bezoek aan Indonesië, maar zij doen Prapat voornamelijk aan als tussenstop naar het kratereiland Samosir.

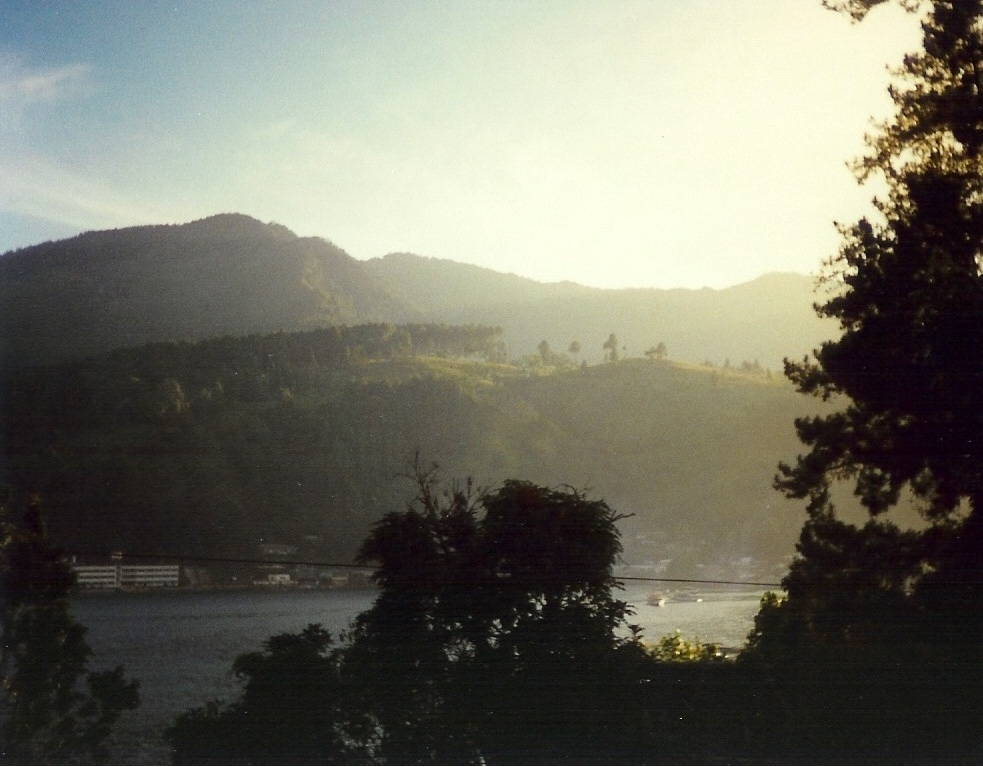
Prapat: gezicht op het Tobameer

## Geschiedenis
In de koloniale tijd had de Deli Maatschappij, die op Noord-Sumatra vele ondernemingen exploiteerde, een bungalow op het schiereiland. Die fungeerde als passanggrahan (doorreisverblijf), maar in 1949, dus in het laatste jaar van de conflicten tussen Nederland en Indonesië, werden de verzetsstrijders Soekarno en Hadji Agoes Salim in het gebouw geïnterneerd. Het is thans een rusthuis van de overheid.
|  |

1. 1 2  (en) Resultaten van de volkstelling (2010), Badan Pusat Statistik, Population of Indonesia by village (archive.org)